# Диагностика по языку

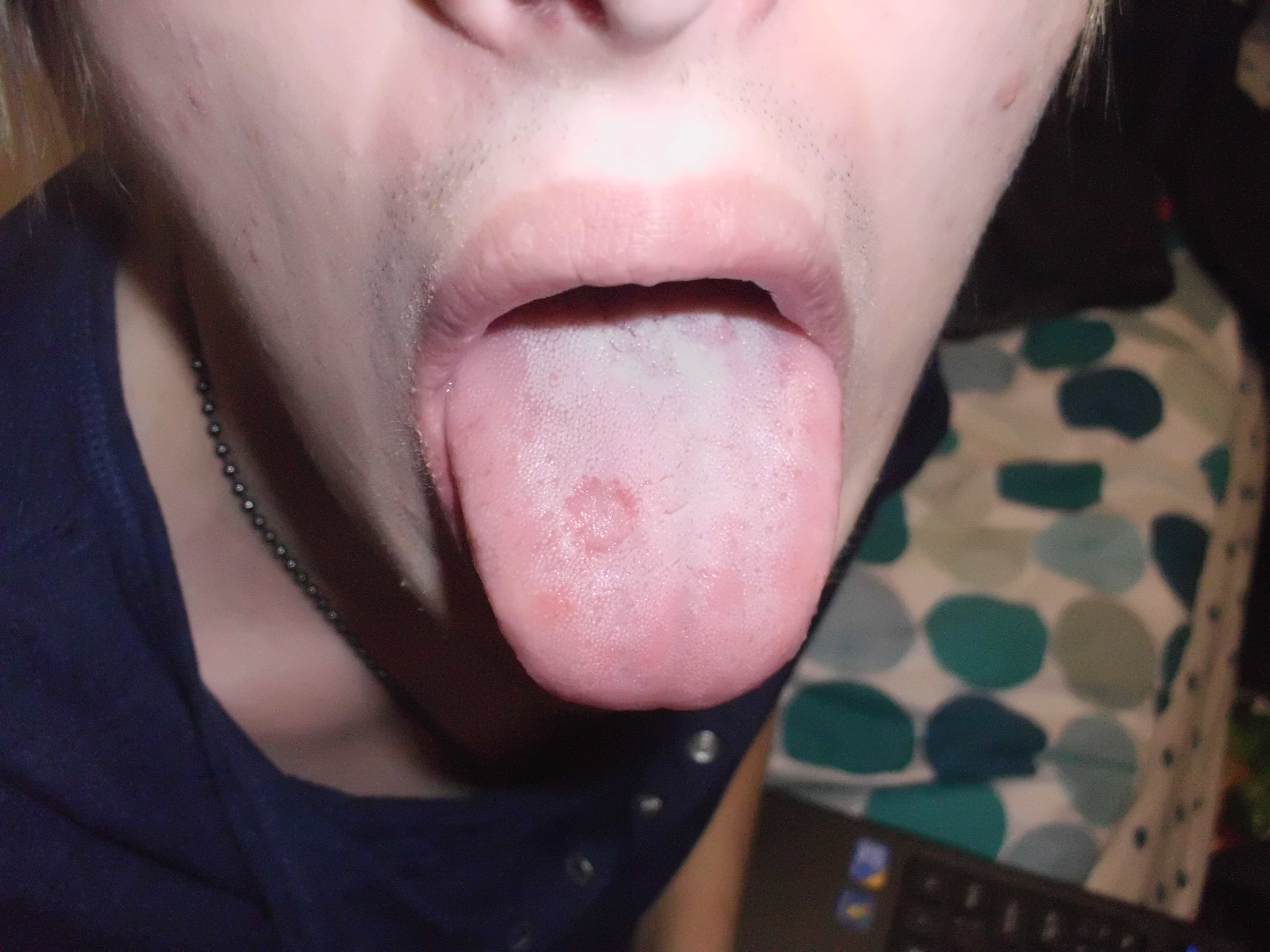

Диагностика по языку — метод, применяемый в традиционной и нетрадиционной медицине для установления диагноза. Метод основан на визуальном исследовании тела языка, различные зоны которого являются проекцией тех или иных внутренних органов и систем. Соответственно, протекающие в этих органах патологические процессы отражаются на состоянии этих зон или всего языка в целом. Речь идёт как об изменении цвета языка, так и его консистенции, формы, степени влажности, характера налёта и т. п.

## Историческая справка
Диагностика состояния здоровья человека по языку широко использовалась ещё в медицинских практиках Древнего Востока — прежде всего в Индии, Китае и Тибете. Теоретические основы языковой диагностики были изложены, соответственно, в медицинских трактатах данных школ — «Аюрведе», «Трактате Жёлтого Императора» и «Чжуд-Ши».
В российской медицинской практике ключевая роль в развитии и распространении метода языковой диагностики принадлежит российскому лекарю XIX в. М. А. Нечаеву, который В 1833 г. издал в Казанской университетской типографии книгу «Распознавание болезней по изменениям языка» (эпиграфом к ней стала фраза «Полезным быть желаю»). «Язык во время болезни есть верный отпечаток внутреннего состояния организма. Он не только одно состояние пищеварительных орудий показывает, но и содержание иных органов к оным», — отмечает Нечаев. Он анализирует язык по девяти позициям: его объёму и очертанию, движению, голосу и речи, температуре, внезапным переменам, цвету, сухости или влажности, чистоты или нечистоты, вкуса. Соответственно, Нечаев проанализировал влияние болезненных состояний на изменение каждого из этих параметров. Например, он пришёл к выводу, что «все виды продолжительной сухости языка сопровождают истощение всего тела и ослабление мозговой и нервной систем». Также он связывает цвет нечистоты (налёта) языка с воспалением слизистой оболочки желудка и кишечника. Так, нечистота серо-аспидного цвета с оттенками кофейной гущи указывает на воспалительные заболевания желудка. Также Нечаев проводит чёткую связь между характером болезненных изменений языка и стадией болезни — это касается толщины налёта, объёма языка, его температуры и степени сухости, особенностей вкусораспознавания, тембра голоса и речи и т. д. Так, безгласие и трудность выражения речи, по словам Нечаева, часто являются следствием горячек и ослабления памяти, которые, в свою очередь, свидетельствуют о хроническом воспалении желудка и печени. Дрожащий голос часто бывает при тихом бреде и у людей с неустойчивой нервной системой, глухой — при поносах и лёгочных простудах, немота при горячках свидетельствует о местном поражении органа речи и является опаснейшим припадком, свидетельствующим об истощении сил и помрачении чувств .

## Диагностика по языку в современный период
В настоящее время. несмотря на развитие высокотехнологичного диагностического инструментария, метод оценки состояния здоровья по языку продолжает сохранять свою актуальность. Доказательством тому является, в частности, периодическое появление научных и научно-популярных работ, посвящённых этой теме. Так, в 2000 г. вышло фундаментальное клиническое руководство для врачей «Язык — зеркало организма». Её авторы — Г. В. Банченко, Ю. М. Максимовский и В. М. Гринин — сделали, по их же словам, попытку представить поражения языка не только традиционно (как признак местной патологии), но и в более широком аспекте, включающем изменения языка при общих заболеваниях (нарушениях обмена, болезнях внутренних органов, аллергических состояниях, дерматозах, бактериальных, вирусных, грибковых инфекциях и т. д.).
Соответствующие сведения по языковой диагностике содержатся и многочисленных пособиях по тибетской медицине - например, в вышедшей в 2014 г. работе П. Церина "Тайны Тибетской медицины. Пособие практикующего врача".
Большое значение для популяризации идеи диагностики по языку имел выход в свет работы китайского автора Дао Хаоляня «Язык — зеркало здоровья», изданной в России в 2009 г. и предназначенной для людей, интересующихся китайской языковой диагностикой и её связью с европейской диагностической медицинской практикой. Как верно подчёркивает автор, "осмотр языка может предоставить основание для клинического исследования и постановки диагноза, он помогает определить конституционный тип человека, помогает при составлении рецепта и выборе соответствующих лекарственных средств; результаты осмотра языка могут указать на принципы подбора рациона питания" .
Творческим развитием работ вышеупомянутых авторов  является появившаяся в 2015-2016 гг. система компьютерной диагностики по языку "Рободоктор", разработанная группой исследователей-энтузиастов. В основе данной системы лежит принцип цветораспознавания различных зон языка, осуществляемого по специальному компьютерному алгоритму. Диагностика осуществляется в соответствии с критериями четырёх основных медицинских направлений - европейского, китайского, тибетского и индийского (аюрведического).. Помимо анализа состояния самого языка, принимаются во внимание аспекты, связанные с текущим состоянием здоровья и образом жизни человека.